# Volo Pan Am 708
Il volo Pan Am 708 (PA 708) era un volo cargo schiantatosi durante l'avvicinamento iniziale a meno di 10 miglia (16 km) a ovest-sud-ovest del suo aeroporto di destinazione, quello di Berlino-Tegel in Germania Ovest, nelle prime ore del mattino del 15 novembre 1966. Il volo era operato da un Boeing 727-21 della Pan American World Airways (Pan Am), con codice di registrazione N317PA e di nome Clipper München, partito dall'aeroporto di Francoforte sul Meno. Tutti e tre i membri dell'equipaggio persero la vita. La causa rimase indeterminata perché gli investigatori statunitensi non erano autorizzati a ispezionare il sito dell'impatto vicino a Dallgow in quella che allora era la Germania Est, e fu restituita solo la metà dei resti dell'aereo dalle autorità militari sovietiche nella Germania Est alle loro controparti statunitensi nella ex Berlino Ovest.

## L'aereo
Il Boeing 727-21, con il codice di registrazione N317PA e il nome Clipper De Soto, venne consegnato alla Pan American World Airways (Pan Am) il 20 gennaio 1966. Successivamente è stato ribattezzato Clipper München. Questo particolare 727 veniva utilizzato per i voli passeggeri durante il giorno e come aereo cargo durante la notte.

## Il volo e lo schianto
Il volo 708 di solito atterrava all'aeroporto di Berlino-Tempelhof, ma a causa della manutenzione in corso sulla pista di Tempelhof, la Pan Am spostò i suoi aerei a Berlino-Tegel. Al momento dell'incidente il tempo era pessimo e nevicava abbondantemente.
Il Boeing decollò dall'aeroporto di Francoforte sul Meno alle 02:04 con un carico di corrispondenza postale salendo a un'altitudine di 9000 piedi. Verso le 02:35 il velivolo scese a quota 3000 piedi. Alle 02:38 i piloti furono istruiti a virare sulla rotta 030 e scendere a 2000 piedi. Circa 10 km prima del segnale di pre-ingresso, i piloti raggiunsero la rotta 060 e ricevettero l'autorizzazione all'avvicinamento strumentale alla pista 8 destra. Poco dopo la conferma da parte dei piloti, il Boeing 727 si scontrò con la collina Alter Mühlenberg, alta 63 metri, esplodendo. Tutti i tre membri dell'equipaggio persero la vita.

## Indagine e causa dell'incidente
Poiché il volo PA 708 si era schiantato nella Germania Est, l'indagine dell'NTSB si rivelò difficile. Le autorità sovietiche restituirono circa il 50% del relitto, ad esclusione di alcuni componenti principali come il registratore dei dati di volo e quello di suoni della cabina di pilotaggio, i sistemi di controllo del volo, gli strumenti di navigazione e di comunicazione.
Al momento dell'incidente l'Unione Sovietica non apparteneva all'Organizzazione internazionale dell'aviazione civile (ICAO). Le nazioni appartenenti all'ICAO consentono visite reciproche di osservatori ufficiali al fine di migliorare la sicurezza aerea.
Secondo le registrazioni radar, invece di rimanere a 2.000 piedi, il Boeing 727 continuò a scendere fino a toccare il suolo. Tuttavia, a causa della mancanza di detriti, l'NTSB non fu in grado di determinare se l'incidente sia stato causato da un errore del pilota o da un problema tecnico. Da quando il volo 708 si schiantò vicino all'aeroporto di Döberitz, emerse l'ipotesi che l'aereo fosse stato abbattuto. Tuttavia gli investigatori sono stati in grado di confutare questa teoria. Ad oggi (2025) la causa dell'incidente non è ancora chiara.